# Rudzisko (województwo łódzkie)
Rudzisko – wieś w Polsce położona w województwie łódzkim, w powiecie bełchatowskim, w gminie Szczerców.
W latach 1975–1998 miejscowość położona była w województwie piotrkowskim.